# Smilax korthalsii
Smilax korthalsii är en enhjärtbladig växtart som beskrevs av A.Dc. Smilax korthalsii ingår i släktet Smilax och familjen Smilacaceae. Inga underarter finns listade.